# ФК «Вікторія» (Жижков) у сезоні 1918
ФК «Вікторія» (Жижков) у сезоні 1918 — сезон чехословацького футбольного клубу «Вікторія» (Жижков).

## Історія
Останній воєнний рік був дуже важким для «Вікторії». В клубі залишилось лише кілька працівників, гравців назбирали з великими труднощами. Двічі був пограбований дитячий майданчик біля стадіону, зникла велика кількість спортивного інвентарю. Ціни на футбольне спорядження дуже виросли і команді вдалося екіпірувати команду лише завдяки допомозі місцевого мецената. Навесні в клуб повернулись ряд гравців з російського полону — Карел Стейнер, Ярослав Мисік і Ян Мисік, Ярослав Копейтко, Ломоз і Антонін Бребурда.
Але вже влітку ряд гравців пішли з команди, частина військових були знову призвані до своїх полків. Всерйоз розглядався варіант об'єднання «Вікторії» з «Уніоном» під нейтральною назвою. Але керівництву, передусім Фрідлю і Коларжику, вдалося зберегти клуб, залучивши нових спонсорів і меценатів.
За рік через клуб пройшло багато футболістів. В чемпіонаті команда стала лише четвертою. Результат команди в новостворенному Середньочеському кубку не зберігся.

## Чемпіонат Чехословаччини
Середньочеська ліга
Інформації про турнір залишилось не дуже багато. Відомо, які місця зайняли команди.
|   | Команди           |
| - | ----------------- |
| 1 | Славія (Прага)    |
| 2 | Спарта (Прага)    |
| 3 | Вршовіце (Прага)  |
| 4 | Вікторія (Жижков) |
| 5 | Уніон (Жижков)    |
| 6 | Метеор-VIII       |
| 7 | СК Прага VII      |
| 8 | Лібень (Прага)    |
| 9 | Сміхов (Прага)    |

- 10.03. Вікторія — Лібень — 7:1 (Прокоп-3, Філіповський-2, Бобби-2)
- 17.03, Вікторія — Метеор ХІІІ — 4:0[1]
- 15.04, Вікторія — Сміхов — 2:0 (Прокоп-2)[2]
- 21.04, Вікторія — Прага XV — 2:1[3]
- 28.04, Вршовіце — Вікторія — 4:2[4]
- 12.05, Славія — Вікторія — 5:0 (Бєлка, Седлачек, Ванік-3)[5]

## Великодній турнір
Чотири провідних празьких команди провели змагання в три тури. Учасники: «Славія», «Спарта», «Вршовіце» і «Вікторія». Ігри проходили на полях «Спарти» і «Славії».
1 тур, 24 березня
- «Славія» — «Спарта» — 4:2
- «Вікторія» — «Вршовіце» — 4:0

2 тур, 31 березня
- «Славія» — «Вікторія» — 1:0
- «Вршовіце» — «Спарту» — 2:1

3 тур, 1 квітня
- «Славія» — «Вршовіце» — 5:2
- «Спарта» — «Вікторія» — 0:7

Підсумкова таблиця
- 1 місце — «Славія», 6 очок
- 2 місце — «Вікторія», 4 очка
- 3 мічце — «Вршовіце», 2 очка
- 4 місце — «Спарта», 0 очок

## Матчі
Весняні і літні матчі. Ймовірно, серед них є поєдинки чемпіонату.
- 17.02. «Вікторія» (Жижков) — «Лібень» (Прага) — 6:0
- «Вікторія» (Жижков) — «Бубенеч» (Прага) — 3:1
- «Вікторія» (Жижков) — «Метеор VIII» (Прага) — 4:0
- «Вікторія» (Жижков) — «Кладно» — 8:0
- Квітень, «Вікторія» (Жижков) — «Ново Кладно» — 9:1 (Копейтко-5, Філіповський, Бобби-3 (2-пен.))[6]
- «Вікторія» (Жижков) — СК «Младоболеславський» — 2:1
- «Вікторія» (Жижков) — «Сміхов» (Прага) — 5:2
- «Вікторія» (Жижков) — «Спарта» (Прага) — 0:2
- «Вікторія» (Жижков) — «Спарта» (Прага) — 1:7
- «Вікторія» (Жижков) — «Метеор Виногради» — 0:2
- «Вікторія» (Жижков) — «Вршовіце» (Прага) — 1:2
- «Вікторія» (Жижков) — «Уніон» (Жижков) — 3:4
- «Вікторія» (Жижков) — «Колін» (Прага) — 0:1
- «Вікторія» (Жижков) — «ЧАФК Виногради» — 5:1
- «Вікторія» (Жижков) — «Вікторія» (Виногради) — 5:1
- «Вікторія» (Жижков) — «Олімпію VII» — 3:2
- «Вікторія» (Жижков) — «Уніон» (Жижков) — 2:2

Осінні матчі
- «Вікторія» (Жижков) — «Бубенеч» (Прага) — 4:0
- «Вікторія» (Жижков) — «Чехія Карлін» (Прага) — 6:1
- «Вікторія» (Жижков) — «Вршовіце» (Прага) — 1:2
- «Вікторія» (Жижков) — «Метеор Виногради» — 3:1
- «Вікторія» (Жижков) — «Колін» (Прага) — 1:3

## Склад
| «Вікторія» в 1918 році Воротарі: Рудольф Клапка, Томс, Вацура, Стейскал, Антонін Каліба, Новак, Ваня. Захисники: Карел Стейнер, Дрмла, Карел Влк, Шаня, Клван. Півзахисники: Франтішек Плодр, Гавлік, Еміл Сейферт, Градецький, Ян Мисік. Нападники: Земан, Крупка, Ломоз, Філіповський, Ярослав Копейтко, Ждарський, Ярослав Мисік, Йозеф Шроубек, Бек, Антонін Бребурда, Колінський. |

## Матчі збірних
2.12.1918. Прага — Кладно — 4:1